# Georg Christoph Wagenseil
Georg Christoph Anton Wagenseil, avstrijski skladatelj in pedagog, * 29. januar 1715, Dunaj, † 1. marec 1777, Dunaj.
Wagenseil je bil izjemno vpliven skladatelj in virtuoz na instrumentih s tipkami (baje je bil ob vsakem času zmožen improvizirati fugo na dano temo), tesno povezan z nastankom bolj uglajenega baročnega sloga, tako imenovanega stile galante, ki je dal prednost harmonskim elementom pred strogim kontrapunktom visokega baroka in tako odprl pot razvoju klasicističnega stila. Bil je eden prvih mojstrov klavirskega koncerta in sodeloval je pri razvoju simfonične oblike. Njegovih del danes skoraj nihče ne pozna. 